# Волтер Девіс
Волтер Девіс (англ. Walter L. Davis; нар. 2 липня 1979) — американський легкоатлет, який спеціалізувався на потрійному стрибку.

## Спортивні досягнення
Фіналіст двох олімпійських змагань з потрійного стрибку (2000, 2004), на обох з яких посів 11-і місця. Учасник олімпійських змагань зі стрибків у довжину (2004), на яких не зміг подолати кваліфікаційний раунд.
Чемпіон світу з потрійного стрибку (2005). Бронзовий призер чемпіонату світу з потрійного стрибку (2007). Фіналіст змагань з потрійного стрибку на двох інших чемпіонатах світу — 5-е місце у 2001 та 7-е місце у 2003.
Чемпіон світу в приміщенні з потрійного стрибку (2006). Срібний призер чемпіонату світу в приміщенні з потрійного стрибку (2003).
Переможець Кубка світу з потрійного стрибку (2006). Був 2-м у потрійному стрибку на іншому Кубку світу (2002).
Чемпіон США з потрійного стрибку (2002, 2005, 2006).
Чемпіон США в приміщенні з потрійного стрибку (2005, 2006).

## Допінг
У 2014, вже після завершення спортивної кар'єри, спортсмен був дискваліфікований на 1 рік за порушення антидопінгових правил, яке виявилось у систематичному неповідомленні антидопінговому органу про власне місце перебування.